# Czełopecz
Czełopecz (bułg. Челопеч) – wieś w Bułgarii, w obwodzie sofijskim, siedziba administracyjna gminy Czełopecz. Według danych szacunkowych Ujednoliconego Systemu Ewidencji Ludności oraz Usług Administracyjnych dla Ludności, 15 czerwca 2020 roku miejscowość liczyła 1 780 mieszkańców.

## Zabytki
Do rejestru zabytków wpisana są:
- cerkiew pw św. Mikołaja, wybudowana w 1835 roku[2]. Przechowywane są w niej cenne księgi cerkiewno-słowiańskie, w których znajduje się wzmianka o pierwszym obchodzeniu święta świętych braci Cyryla i Metodego 12 maja 1853 r.
- zbiornik retencyjny Kaczułka, będąca mikrozaporą o niskim przepływie, zbudowaną na potrzeby wsi, zapewniającą nawadnianie gruntów rolnych i nawadnianie zwierząt gospodarskich[2].
- park Korminesz, w którym znajduje się zadaszona scena amfiteatralna na 800 miejsc, kaplica, place zabaw i wiele terenów rekreacyjnych[2].
- Czerwen kamyk – skaliste miejsce, będące pomnikiem przyrody, gdzie niegdyś znajdowała się forteca o dość imponujących rozmiarach[2].
- Fryn Kaja i Diliklik Kaja – pomnik przyrody[2]. To naturalnie wyrzeźbione schronienie, które nadal jest używane przez pasterzy do schronienia zwierząt gospodarskich[2].

## Czitaliszte
We wsi znajduje się czitaliszte „Trud i postojanstwo”, gdzie funkcjonuje chór i dziecięcy zespół taneczny.

## Osobby związane z miejscowością

### Urodzeni
- Nikoła Radew – bułgarski rewolucjonista, czetnik Łuki Dżerowa[3]